# Cape cervicale

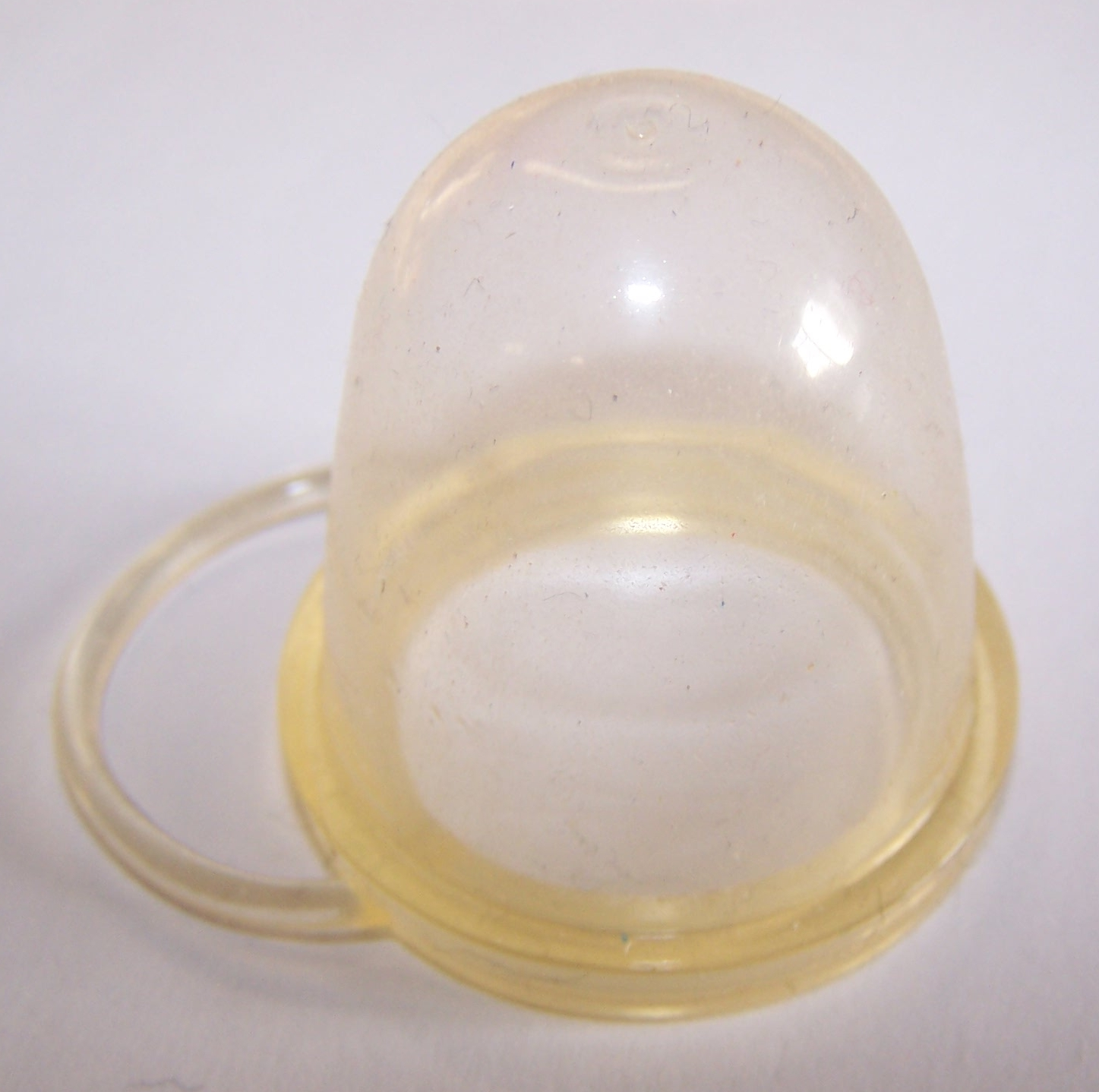
Cape cervicale

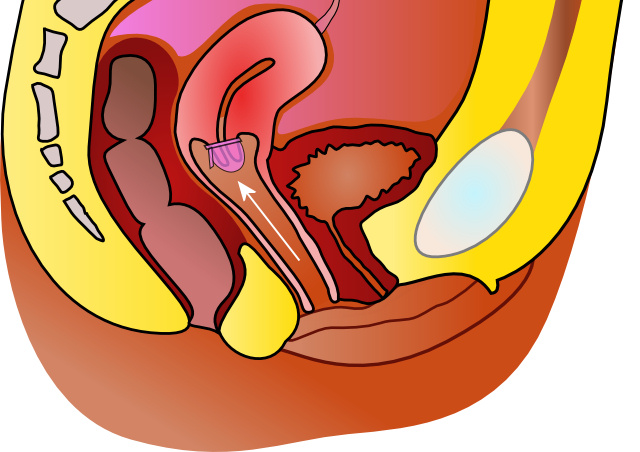
Mise en place de la cape cervicale

La cape cervicale est une méthode contraceptive dite « de barrière ».

## Définition
Une cape cervicale ressemble à un capuchon ou à un chapeau. On doit la placer au fond du vagin, au niveau du col de l'utérus ; elle barre le passage aux spermatozoïdes.
La cape cervicale la plus répandue dans le monde se nomme Ovès et a été commercialisée en 1998.

## Utilisation
Avant toutes manipulations (mise en place ou retrait de la cape cervicale), il est très important de se laver les mains, pour éviter l'introduction de bactéries dans le vagin.
La cape cervicale doit être insérée jusqu'à deux heures avant l'acte sexuel, et doit rester en place au moins huit heures après la dernière éjaculation et au plus tard dans les vingt-quatre heures suivant le rapport.
L'utilisation d'un spermicide en complément de la cape cervicale est vivement recommandée pour une meilleure efficacité.
Les capes étant en latex (comme les préservatifs), les produits à base d'huiles sont à proscrire. Les lubrifiants vaginaux vont accélérer la dégradation de la cape et augmenter le risque de rupture du bouchon.
Après un lavage à l'eau savonneuse, la cape peut être réutilisée. Il est conseillé de la changer tous les deux ans.

## Avantages et inconvénients
La cape cervicale est souvent associée au diaphragme qui est une autre méthode contraceptive barrière. Mais la cape cervicale a un avantage par rapport au diaphragme, c'est qu'elle est plus facile à mettre en place que ce dernier. La cape cervicale peut être laissée en place plus longtemps que le diaphragme : soixante-douze heures contre vingt-quatre heures pour le diaphragme.
Mais son efficacité contraceptive est moindre que celle du diaphragme (on observe de 10 à 20 % d'échec).
Tout comme un diaphragme, elle ne protège pas des MST, le préservatif (interne ou externe) restant en ce domaine le seul efficace.